# Nokia 2720 Flip
Nokia 2720 Flip (индексы: TA-1168, TA-1170, TA-1173, TA-1175) — сотовый телефон, выпущенный финской компанией HMD Global под брендом Nokia в сентябре 2019 года. Он позиционируется как возрождённая версия Nokia 2720 Fold 2009 года, обладает внешним сходством и рядом аналогичных конструктивных особенностей. Вместе с Nokia 800 Tough он является последним выпущенным устройством на основе однокристальной системы Qualcomm 205.
Телефон стал доступен для предзаказа на некоторых рынках в день презентации, а до конца 2019 года поступил в продажу глобально, будучи доступен в версиях с одной (ТА-1168 и ТА-1173, только на отдельных рынках) и с двумя SIM-картами. Журналисты восприняли устройство очень позитивно, хвалили его за обширную функциональность и признали одним из лучших кнопочных телефонов 2019 года. Положительно характеризовался и внешний вид телефона, причём он вызвал интерес не только в технологическом, но и в профессиональном дизайнерском сообществе.

## История

### Предшественник 2009 года — Nokia 2720 Fold
Сотовый телефон-раскладушка Nokia 2720 Fold был представлен 18 мая и поступил в продажу 1 сентября 2009 года. Он производился на заводах Nokia в Ченнаи и в Клуж-Напоке, а развивающиеся страны были для него важными рынками сбыта. Этот телефон, работающий под управлением операционной системы Series 40, позиционировался как устройство средне-низкого уровня с расширенными возможностями и стильным дизайном. Он стал одной из последних раскладушек Nokia — после 2009 года компания не выпустила ни одного телефона в этом форм-факторе.
Nokia 2720 Fold никогда не входил в число самых известных или необычных сотовых телефонов. Тем не менее, за счёт удачного соотношения цены и функциональности он был довольно популярен. Его внешний вид положительно оценивался экспертами, а дизайн крышки, чёрная глянцевая поверхность которой сливалась с краями дополнительного экрана, характеризовался как главная особенность, благодаря которой телефон выглядит устройством более высокого класса. 

### Разработка нового телефона
С 2017 года компания HMD Global, ранее выкупившая Microsoft Mobile и получившая права на бренд Nokia, развивает серию кнопочных телефонов под неофициальным общим названием Nokia Originals — современных версий широко известных телефонов Nokia прошлого. Компании удалось сохранить в тайне разработку новой версии 2720, а журналисты и эксперты мира технологий не высказывали предположений о том, что именно этот телефон будет возрождён, поскольку оригинальная модель не была такой знаменитой, как ранее возрождённые 3310 и 8110.
В июле 2019 года издание Nokiapoweruser заметило, что в Таиланде и России были сертифицированы неизвестные сотовые телефоны Nokia с индексами ТА-1170 и ТА-1175 соответственно. В августе (меньше чем за месяц до презентации) прошёл слух, что Nokia собирается выпустить возрождённую версию модели 2720, и после сертификации 4G-устройства с индексом ТА-1170 в Китае стало ясно, что это именно она. А за несколько дней до презентации стало известно кодовое название телефона — Beatles. 5 сентября в ходе выставки IFA 2019 телефон Nokia 2720 Flip был представлен официально, а вскоре стали известны все его индексы.

## Описание

### Корпус
Nokia 2720 Flip поставляется в белом, чёрном и красном вариантах расцветки. Корпус устройства изготовлен из матового пластика, при этом в верхней части телефона имеется вставка из чёрного глянцевого пластика, скрывающая дополнительный экран. На торце нижней половины корпуса расположен разъём MicroUSB, на её левой грани — 3,5 мм аудиовыход и кнопка экстренного вызова (которая также может использоваться для запуска Google Assistant), на правой — регулировка громкости. Также в нижнюю половину встроен объектив камеры и вспышка. Задняя крышка чёрного цвета, съёмная, под ней находится отсек для батареи, двух сим-карт формата Nano-SIM и карты памяти MicroSD. Горячая замена не предусмотрена — для смены карты памяти и симок необходимо извлечь аккумулятор.
Телефонная клавиатура плоская, матовая, с крупными клавишами, на кнопке «5» имеются тактильные насечки. Верхняя часть клавиатуры — блок управляющих клавиш, выполненный в чёрном глянцевом пластике. В его состав входят четырёхпозиционная крестовина, клавиши меню, возврата, вызова и отбоя, а также две многофункциональные клавиши, из которых правая — настраиваемая. Все клавиши имеют белую подсветку, не подлежащую настройке.
Шарнир раскладушки работает без люфта, надёжно удерживает половинки корпуса в сложенном состоянии. При этом он позволяет открывать и закрывать телефон одной рукой. Открытие и закрытие крышки при звонке работает как ответ на вызов и отбой соответственно. Угол раствора раскладушки составляет около 155°.

### Экраны
Основной экран Nokia 2720 Flip несенсорный, имеет диагональ 2,8 дюйма и разрешение 320х240 (разрешающая способность 143 пикселя на дюйм) — экраны с такими параметрами широко распространены в современных кнопочных телефонах как среднего, так и продвинутого уровня, в том числе в раскладушках на KaiOS. Поддерживается отображение 256 тысяч оттенков, а полезная площадь экрана составляет 42,5 %.
На внешней стороне телефона находится дополнительный несенсорный монохромный экран диагональю 1,3 дюйма и разрешением 240х240 (разрешающая способность 261 ppi). Он сливается с глянцевой поверхностью корпуса и в выключенном состоянии практически незаметен. На этот экран выводится время, уровень заряда аккумулятора и уведомления.

### Камера
Камера телефона имеет разрешение 2 Мп и оснащена одиночной светодиодной вспышкой, которая может быть использована в качестве фонарика. Глазок камеры расположен на скосе нижней половины корпуса таким образом, что её оптическая ось перпендикулярна экрану телефона, используемому в качестве видоискателя. Имеется возможность съёмки с таймером, отображение сетки на экране, видеозапись в трёх уровнях качества.

### Звук
Nokia 2720 Flip оснащён одиночным динамиком, расположенным на нижней стороне, а также 3,5-миллиметровым разъёмом для подключения наушников (в комплект не входят). Поддерживается подключение беспроводной гарнитуры (Bluetooth 4.1). Имеется FM-радио, требующее подключения проводных наушников в качестве антенны. Предустановлено приложение-аудиоплеер.

### Аккумулятор и питание
В комплект Nokia 2720 Flip входит зарядное устройство AC-19C или AC-18X в зависимости от рынка. Разъём для зарядки — MicroUSB.
В качестве источника питания телефон использует сменный литий-ионный аккумулятор типоразмера BV-6A, имеющий ёмкость 1500 мАч. Время автономной работы, по данным производителя, составляет 7—11 часов в режиме разговора и 20—28 дней в режиме ожидания в зависимости от того, к какой сотовой сети (2G, 3G или 4G) подключён телефон. Согласно замерам, проведённым экспертами-тестировщиками, фактическое время работы при активной эксплуатации составляет 1—2 дня, при умеренно активной — 3—6 дней в зависимости от задействованных функций. Наиболее энергозатратной функцией является точка доступа Wi-Fi, которая полностью разряжает аккумулятор за 6 часов.

## Программное обеспечение
Программная основа Nokia 2720 Flip — операционная система KaiOS версии 2.5.2. Это свободная ОС, основанная на ядре Linux и использующая ряд наработок закрытого проекта Firefox OS. Она предназначена для кнопочных полусмартфонов — сотовых телефонов без сенсорного экрана с расширенной функциональностью, имеющих маломощный процессор и от 256 МБ оперативной памяти. Приложения для KaiOS основаны на HTML5 и в установленном виде представляют собой ZIP-архив (а в неустановленном — просто папку) с файлом manifest.webapp и структурой файлов, характерной для веб-приложений. Интерфейс KaiOS внешне схож с таковым у обычных кнопочных телефонов. Кастомных прошивок на Nokia 2720 Flip нет.
Помимо стандартных для этого класса устройств набора приложений (калькулятор, конвертер, будильник, диктофон, заметки, FM-радио), в Nokia 2720 Flip предустановлены браузер, почтовая программа, магазин приложений KaiStore, WhatsApp, клиенты Facebook и Twitter, YouTube и Google Maps (благодаря поддержке GPS последними можно пользоваться в качестве навигатора), а также голосовой помощник Google Assistant. Программы от Google, а также WhatsApp, являются нативными, в то время как другие клиенты веб-сервисов представляют собой «обёртку» для мобильной версии сайтов. Также предустановлены несколько игр от Gameloft, включая «Змейку».
Встроенный голосовой помощник Google Assistant поддерживает только английский язык. Его активация происходит как через меню телефона, так и путём удержания центральной клавиши либо с помощью специально предназначенной клавиши на боковой грани. Она же служит для экстренных вызовов — удержание или двойной клик по этой кнопке инициирует звонок на заранее указанные номера (до 5 номеров, звонок происходит поочерёдно, если предыдущий номер не ответил за 25 секунд), рассылает на них SMS с координатами звонящего, а также активирует режим громкой связи. Скриншоты, как и на большинстве других телефонов с KaiOS, делаются одновременным нажатием звёздочки и решётки *#. Долгое удержание клавиши «0» запускает браузер. Поддерживается работа телефона в качестве точки доступа Wi-Fi и USB-модема.
Как и на любые другие телефоны с KaiOS, установка сторонних программ на Nokia 2720 Flip по умолчанию возможна только через магазин приложений KaiStore. Однако есть способ их установки из сторонних источников через подключение к компьютеру — для этого необходимо предварительно активировать режим отладки, введя код *#*#33284#*#*, после чего подключить телефон к компьютеру и устанавливать приложения через WebIDE. Существует также способ установки приложений без подключения к компьютеру.

## Сравнение с Nokia 2720 Fold
|                    | Nokia 2720 Fold (2009)                                                                         | Nokia 2720 Flip (2019)                                                                         |
| ------------------ | ---------------------------------------------------------------------------------------------- | ---------------------------------------------------------------------------------------------- |
| Прошивка           | Series 40 5th Edition, поддержка Java                                                          | KaiOS 2.5.2                                                                                    |
| Экраны             | Основной: 1,8" TN 128x160, 111 ppi, 65K цветов Внешний: 1,36" TN 128x160, 151 ppi, монохромный | Основной: 2,4" TN 320х240, 143 ppi, 256K цветов Внешний: 1,3" TN 240x240, 260 ppi, монохромный |
| Оперативная память | 4 МБ                                                                                           | 512 МБ                                                                                         |
| Встроенная память  | 32 МБ                                                                                          | 4096 МБ                                                                                        |
| Процессор          | Неизвестный, одноядерный                                                                       | Qualcomm 205, 1100 МГц, двухъядерный                                                           |
| Разъёмы            | 2 мм Nokia DC (питание), 2.5 мм аудио                                                          | MicroUSB (передача данных и питание), 3.5 мм аудио                                             |
| Сеть               | 2G                                                                                             | 2G, 3G, 4G                                                                                     |
| Подключения        | Bluetooth 2.0                                                                                  | Bluetooth 4.1, Wi-Fi b/g/n, GPS, ГЛОНАСС                                                       |
| Камера             | 1,3 Мп, без вспышки                                                                            | 2 Мп, со вспышкой                                                                              |
| Аккумулятор        | 860 мАч, Li-Ion, типоразмер BL-4CT                                                             | 1500 мАч, Li-Ion, типоразмер BV-6A                                                             |
| Размеры            | 93x46x17,9 мм                                                                                  | 104,8x54,5x18,7 мм                                                                             |
| Масса              | 90 г                                                                                           | 118 г                                                                                          |
| Варианты цвета     | Чёрный, синий, вишнёвый                                                                        | Чёрный, белый, красный                                                                         |
| Стартовая цена     | 55 евро                                                                                        | 99 евро                                                                                        |

## Рыночное положение
Nokia 2720 Flip стал глобально доступен для предзаказа 5 сентября, а в течение октября-декабря поступил в непосредственную продажу на различных рынках. В США телефон был сертифицирован, но официальные продажи его не начались, хотя «серые» дилеры начали ввоз европейских устройств и их продажу через интернет-магазины. Рекомендованные розничные цены на старте продаж составили:
- в России — 6490 рублей;
- в Великобритании — 89,99 фунтов;
- в Европе — 99 евро;
- в Индии — 9990 индийских рупий;
- в Китае — 599 юаней;
- в Австралии — 149 австралийских долларов.

16 июля 2020 года, в Международный день змей, Nokia запустила в Великобритании распродажу 2720 Flip и нескольких других телефонов, оснащённых игрой «Змейка» — одной из самых известных мобильных игр.
Ценовая политика производителя по-разному оценивалась изданиями в разных странах. Так, немецкие издания охарактеризовали гаджет как недорогой, однако неинтересный для широких масс и пригодный в качестве второго телефона. В англоязычных изданиях стоимость устройства описывается как «солидная», «недешёвая» и «переоценённая». Неоднократно отмечалось, что Nokia 2720 Flip стоит сравнимо с бюджетными смартфонами на Android.
К конкурентам девайса относятся сотовые телефоны схожего форм-фактора, работающие под управлением KaiOS или прошивок на базе Android (например, MocorDroid). Одним из аналогичных устройств, которое в силу отсутствия 2720 Flip на рынке США не является конкурентом в полном смысле слова, нередко называют Alcatel Smartflip (он же Go Flip 3), который, как и Nokia, задействует KaiOS и оснащён Google Assistant. В Европе конкурентом финского телефона является шведский Doro 7060, а в Австралии — операторский Telstra Flip 2.
Высказывались предположения, что после выпуска 2720 Flip в Китае начнут появляться его подделки, что довольно характерно для Nokia, однако этого не произошло. Тем не менее, в июле 2020 года российский бренд Texet выпустил телефон Texet TM-407. Это устройство обладает значительным внешним сходством с оригиналом, хотя отличается от него конфигурацией блока управляющих клавиш и шрифтом цифр. Texet — кнопочный телефон без смартфонной функциональности и поддержки 4G, он уступает Nokia по производительности и объёму памяти, однако обладает и преимуществом — его основной экран выполнен по технологии IPS. Texet TM-407 был назван одним из самых интересных кнопочных телефонов, выпущенных летом 2020 года.

## Оценки и мнения
Nokia 2720 Flip был положительно воспринят как журналистами, так и широким кругом пользователей. Некоторые издания охарактеризовали его как один из самых продвинутых кнопочных телефонов современности. Британское издание Pocket-lint и американские Android Central и Techjunkie включили его в списки лучших раскладушек, продающихся в 2021 году.
Однозначно положительных оценок удостоился внешний вид телефона — в частности, в 2020 году он получил престижную награду IF Design Awards. Журналистами отмечаются также следующие достоинства: почти невидимый дополнительный экран под глянцевым элементом корпуса, оптимальные размеры и масса, удобная клавиатура с большими клавишами и чёткой работой клавиш. Некоторые журналисты и пользователи сравнили глянцевый пластик корпуса телефона с рояльным лаком. Nokia 2720 Flip как образец промышленного дизайна отмечена экспертным изданием Yanko Design:

Nokia видела довольно много событий с момента появления смартфонов, это одна из тех компаний, которые с любовью остаются в наших сердцах как создающие самые крепкие, надёжные, доступные и долговечные телефоны. <…> Nokia 2720 — это возрождение абсолютной классики. Это также, возможно, единственный смарт-флип-телефон с Whatsapp, Facebook, YouTube, картами и помощником Google. Разработанный с ностальгией, но практически идеально подходящий для детей современности, 2720 имеет всё необходимое для вашего телефона, без функций, вызывающих слишком сильную зависимость.
Оригинальный текст (англ.)While Nokia’s seen quite a lot happen to it ever since the dawn of the smartphone, it’s one of those companies that fondly remains in all our hearts as making the most robust, dependable, affordable, and long-lasting phones around. <...> Nokia 2720 is the revival of an absolute classic. It’s also possibly the only smart-flip-phone with Whatsapp, Facebook, YouTube, Maps, and Google Assistant. Designed with nostalgia, but practically perfect for kids of today, the 2720 has everything you need from your phone, without the overtly addictive bits.
— THE NOKIA 2720 REVIVAL GIVES THE NEW GENERATION THEIR CHANCE TO OWN A ‘NOKIA PHONE’
Крупные клавиши, относительно большой экран и наличие кнопки экстренных вызовов, а также ограниченная по сравнению со смартфонами функциональность, свидетельствуют о том, что телефон хорошо подходит для пожилых и слабовидящих лиц.
Камера телефона в основном критиковалась за низкое качество снимков, которое уступает даже очень дешёвым смартфонам. Вместе с тем было констатировано, что такая камера типична для кнопочных телефонов. Корреспондент немецкого журнала Computer Bild Михаэль Хух (нем. Michael Huch) заметил, что «никто не должен покупать Nokia 2720 Flip ради камеры»; в похожей формулировке высказался и главный редактор чешского издания Nokiamob Степан Гржич (чеш. Stipan Hržić). Он же похвалил инженеров HMD Global за удачное расположение объектива на скосе нижней половины корпуса: его оптическая ось перпендикулярна экрану телефона, за счёт чего при фотосъёмке не приходится наклонять телефон экраном вниз и смотреть на изображение под углом, что характерно для раскладушек, в которых модуль камеры вмонтирован в нижнюю половину корпуса. Однако многие журналисты заметили, что при удержании телефона в руке глазок камеры постоянно загораживается пальцем и загрязняется.
Телефон оснащён маломощным двухъядерным процессором и полугигабайтом оперативной памяти, и при использовании приложений становится заметен недостаток производительности. Кроме того, отмечено низкое качество значительной части игр для KaiOS и ряд недоработок интерфейса.

Nokia 2720 Flip — это интересная попытка сочетать в одном аппарате удобство кнопочного телефона и возможности смартфона. С одной стороны, у него потрясающая эргономика, с другой — недочёты в железе и софте, которые заметно портят впечатление.

При исследовании Nokia 2720 Flip многие журналисты рассматривали его с точки зрения функциональности смартфона. При этом были выявлены недостатки, характерные не для этой конкретной модели, а для всех кнопочных телефонов как таковых. Было замечено, что программное обеспечение, портированное со смартфонов (Google Maps, YouTube и т. д.), крайне неудобно в использовании при отсутствии сенсорного экрана. Портирование Whatsapp на KaiOS с интересом воспринималось пользователями, однако оказалось, что набирать текстовые сообщения с альфанумерической (телефонной 12-клавишной) клавиатуры крайне неудобно, а участие в активных чатах затруднено из-за малой скорости набора; со временем бывает заметно, что сообщения пользователя становятся краткими и приобретают телеграфный стиль. Маленький экран затрудняет просмотр сайтов, даже если скорость сетевого подключения высока. Эксперт Forbes Эван Спенс (англ. Ewan Spence) поведал, что устройство несомненно является смартфоном в терминах 15-летней давности, однако в наши дни не годится для использования в этом качестве и не выдерживает сравнения даже с дешёвыми смартфонами. Редактор The Verge Джон Портер (англ. John Porter) заметил, что Nokia 2720 Flip формально имеет ряд смартфонных возможностей, однако без сенсорного экрана их использование мучительно; при этом полусмартфон может использоваться для цифрового детокса.

Использование WhatsApp с клавиатурой T9 похоже на бег в гонке, где вы единственный человек, носящий свинцовые сапоги. Все остальные быстро запускают сообщения на сенсорных клавиатурах, а вы изо всех сил пытаетесь отправить своё первое сообщение. <…> Вы думаете, что можете смириться с этими ограничениями, потому что в прошлом вы были вынуждены делать это, когда остальные были ограничены такой же технологией. Но в 2019 году это уже не так, и как бы мне ни было неприятно это говорить, я не могу сказать, что возможно отказаться от эры смартфонов, как только вы к ней приобщились, и это делает использование полусмартфонов вроде Nokia 2720 Flip довольно изолирующим опытом.
Оригинальный текст (англ.)Using WhatsApp with a T9 keyboard feels like running in a race where you’re the only person wearing lead boots. Everyone else is firing off messages quickly on their touchscreen keyboards, but you’re struggling to get your first message sent. <...> You think you can put up with these limitations because the last time you were forced to do so was when everyone else was limited by exactly the same technology. But in 2019 that’s no longer the case, and as much as I hate to say it, I just don’t think it’s possible to opt out of the smartphone era anymore once you’ve embraced it, and that makes relying on a feature phone like the Nokia 2720 Flip a pretty isolating experience.
— Nokia 2720 Flip review: proof you can’t opt out of the smartphone generation